# Błotniarka jajowata
Błotniarka jajowata (Ampullaceana balthica) – gatunek ślimaka wodnego z rodziny błotniarkowatych (Lymnaeidae). Do 2001 roku opisywany pod nazwą Radix ovata; obecnie ta nazwa nie jest już stosowana.

## Występowanie
Gatunek liczny i dość pospolity w północnej i zachodniej Eurazji. Występuje w rzekach, stawach, zbiornikach okresowych, a nawet w wodach lekko zasolonych (także w Bałtyku).

## Budowa
Gatunek obejmuje osobniki z muszlami, których skrętka stanowi 1/4 do 2/5 całej wysokości muszli, natomiast wrzeciono zwykle pozbawione jest fałdki natomiast z ostatnim skrętem tworzy prawie prostą linię. Dołek osiowy zasłonięty lub szczelinowy. Muszla cienka i prześwitująca, w ogólnym zarysie jajowata lub kulistojajowata, składająca się z 2 do 5 zwojów. Powierzchnia nieregularnie paskowana lub młotkowana, barwy żółtawej, jasnorogowej, rzadko ciemniejsza. Brzeg otworu zazwyczaj ostry chociaż można spotkać osobniki o brzegu przypłaszczonym a nawet wywiniętym. Niektóre formy bardzo podobne do błotniarki uszatej i można je rozróżnić preparując układ rozrodczy.

## Biologia
Odżywia się dostępną roślinnością: bakteriami, glonami (glony nitkowate i okrzemki), a także roślinami naczyniowymi oraz pokarmem zwierzęcym (martwe organizmy, jaja zwierząt wodnych, itp.). W okresie letnim ślimaki gromadzą się przy powierzchni wody, gdzie pobierają tlen, zimą, kiedy jest lepsze natlenienie są bardziej rozproszone. Tlen pobierają przez płuca i całą powierzchnią ciała. Szczyt sezonu rozrodczego przypada na maj, zaś sezon zaczyna się już w marcu i kończy późnym latem. Kokony jajowe od 2 do 5 cm zawierają od 20 do 180 jaj. Ślimaki wykluwają się po 20–30 dniach natomiast dojrzałość płciową uzyskują po 3 miesiącach.
Błotniarka jajowata jest żywicielem przywry Clinostomum complanatum.

## Konchiologia
Pierwotnie gatunek ten dzielono na kilka odrębnych i kilkanaście odmian. Obecnie w konchiologii wyróżnia się tylko 3 odmiany typowe (czwarta – lagotis – została uznana za osobny gatunek Ampullaceana lagotis), tworzące jednak wiele form o cechach pośrednich. Poniżej zachowano oryginalne nazwy, choć ich klasyfikacja biologiczna mogła ulec zmianie. 

### Lymnaea peregra v. typica
Lymnaea peregra v. typica O.F. Müller – ma muszlę stosunkowo grubościenną i zwartą, barwy jasnobrunatnej lub rogowej o 4 do 5 skrętach i skrętce tępo zakończonej, zajmującej 1/3 do 2/5 wysokości. Dolna połowa otworu jajowata, górna trójkątnie zaostrzona. Forma typowa dla niewielkich, często wysychających zbiorników, zbiorników górskich (zimnych) oraz wód termalnych. Dobrze znosi wysychanie, a nawet może prowadzić życie amfibiotyczne (wychodzi na ląd). Muszla 7–22 mm wysokości i 5–13 mm szerokości.

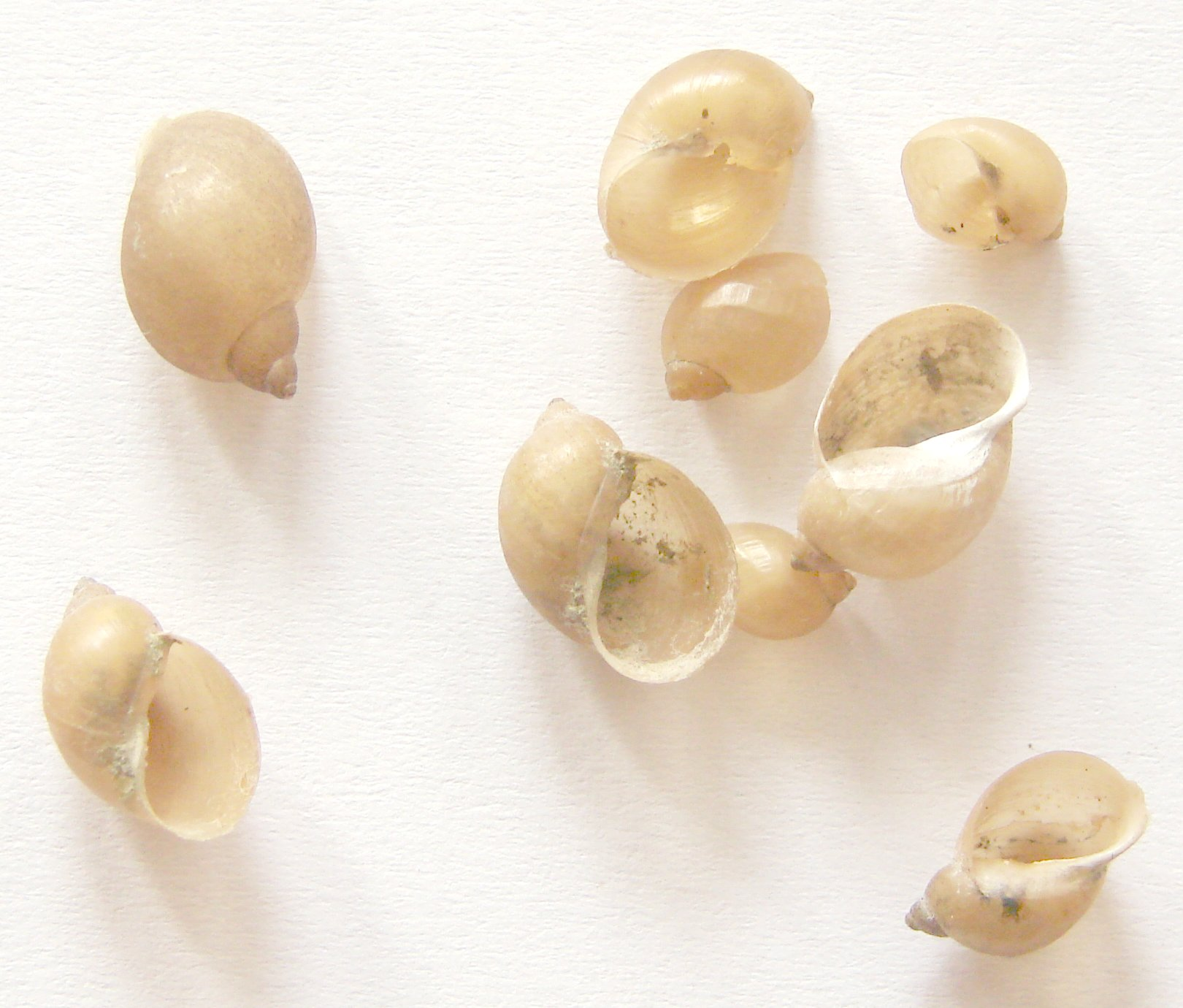
Formy typica oraz ovata

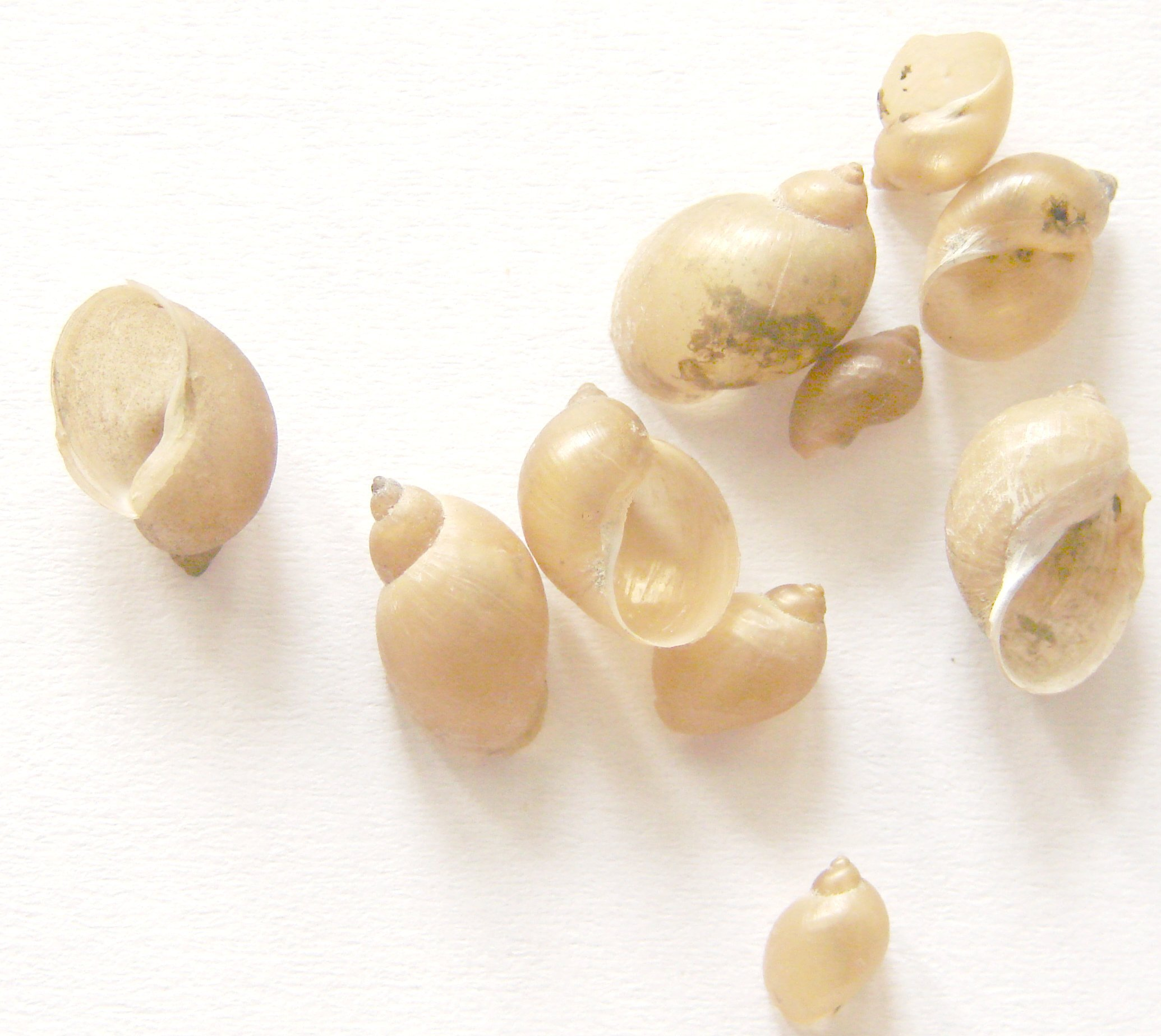
Formy typica oraz ovata

### Lymnaea peregra v. ovata

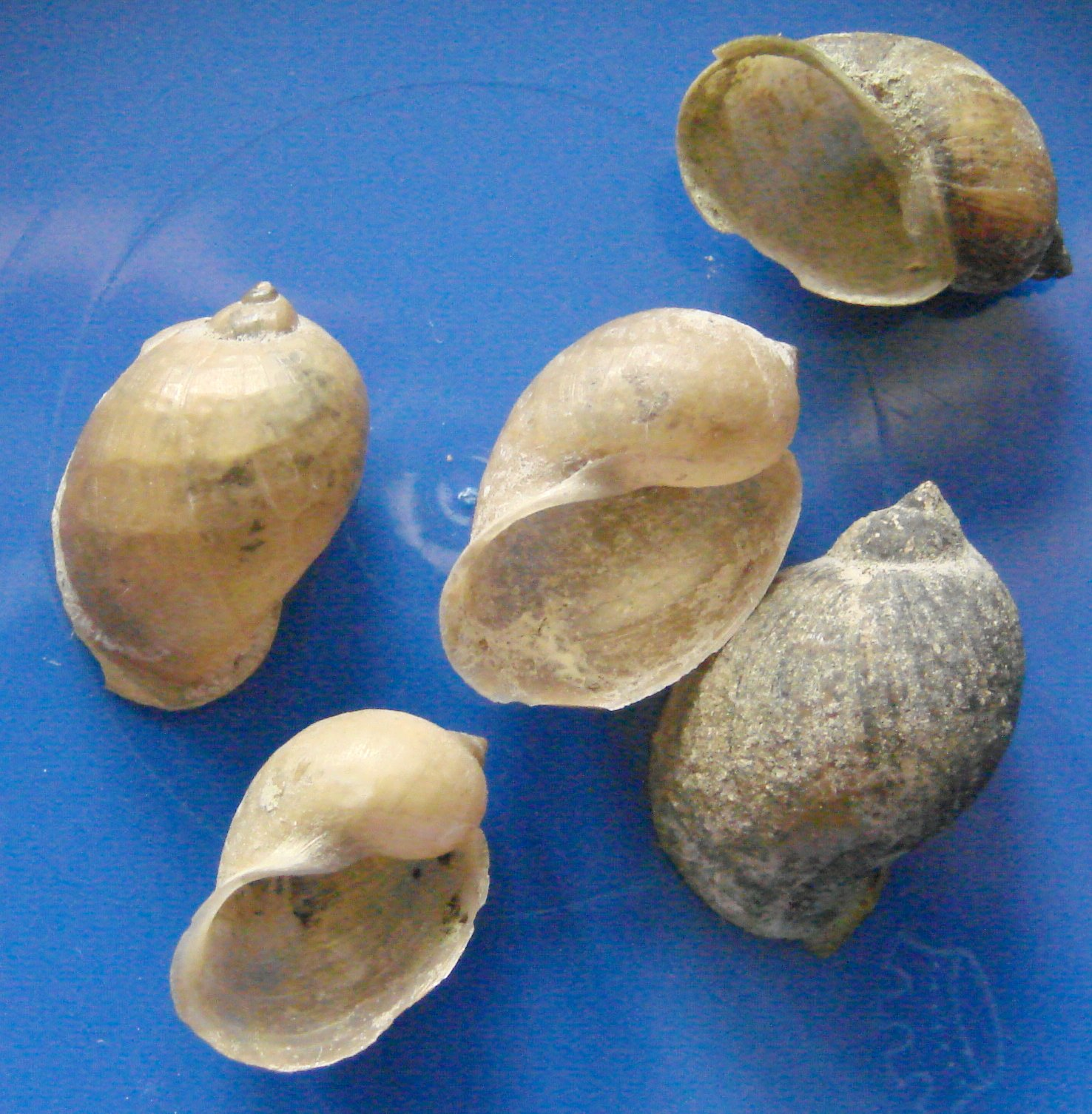
Muszle formy ovata

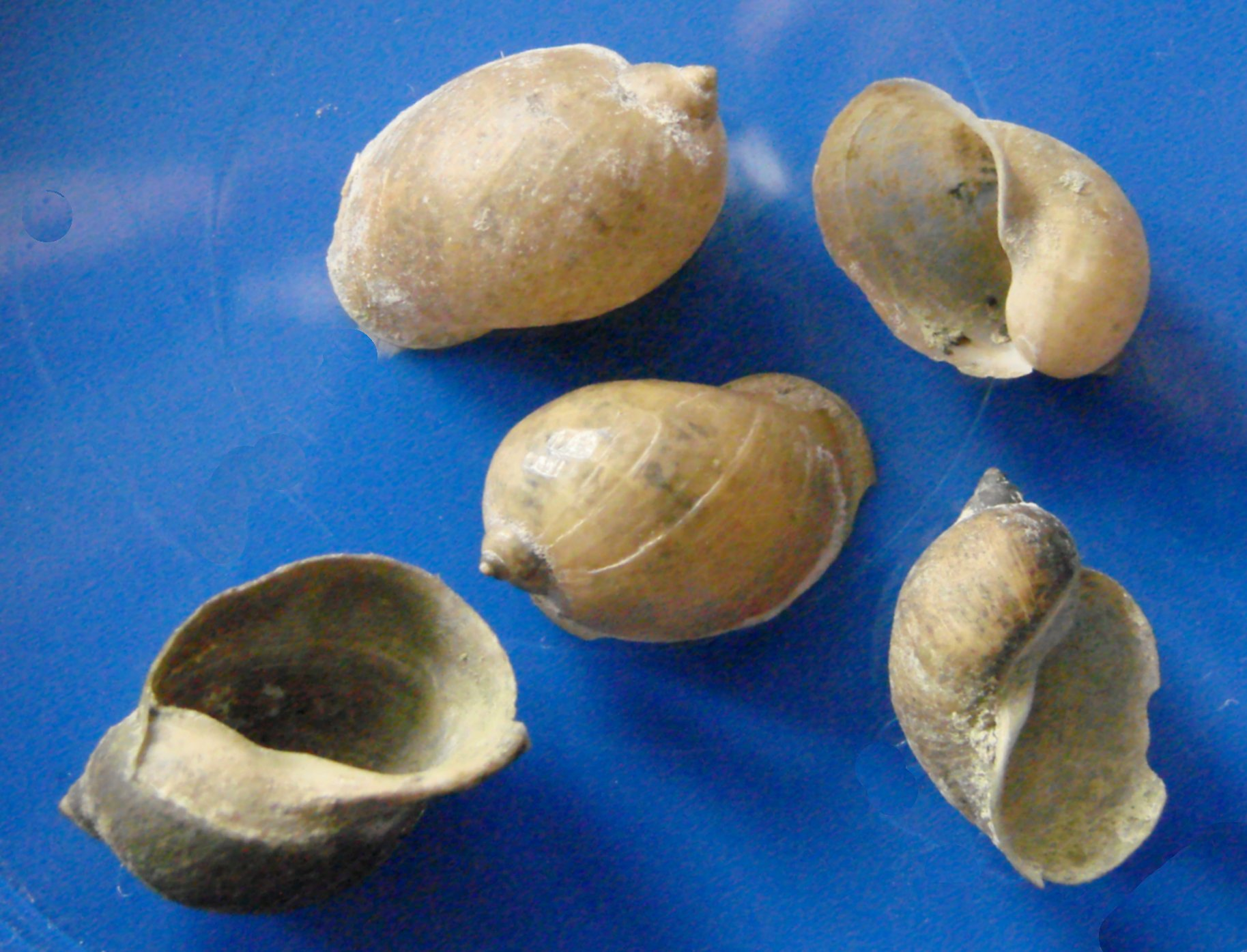
Muszle formy ovata

Lymnaea peregra v. ovata Drap. Muszla cienkościenna, barwy żółtej lub rogowej, jajowata z ostatnim skrętem znacznie rozdętym. Skrętów 4 lub 4 i pół, skrętka stożkowata i ostro zakończona, zajmuje 1/4 wysokości muszli. Wysokość 15–30 mm, szerokość 9–20 mm. Otwór jajowaty w górnej części trójkątny. Zamieszkuje rzeki i zbiorniki gęsto zarośnięte roślinnością.

### Lymnaea peregra v. ampla

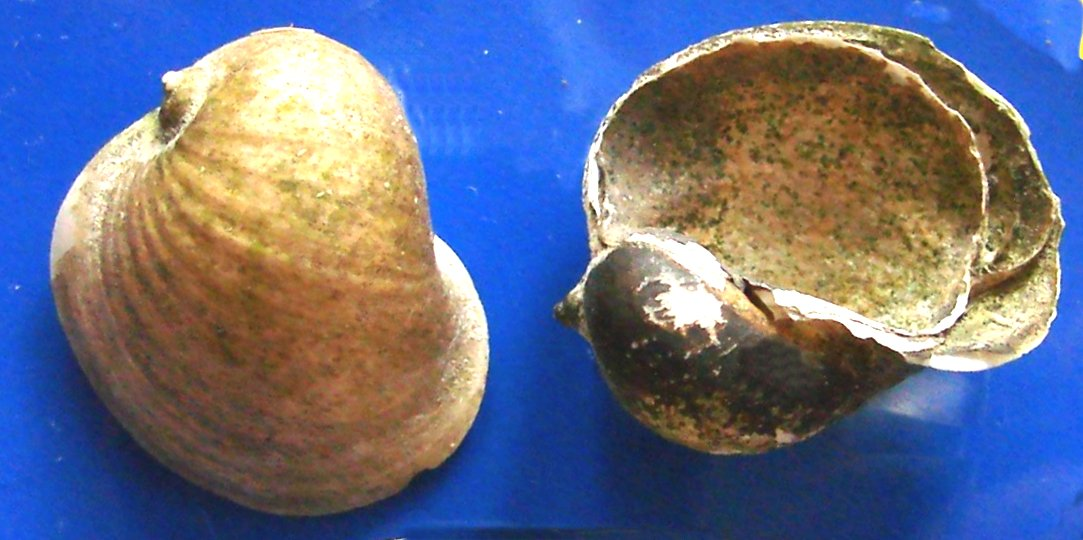
Forma ampla. Ślimak z drugiej muszli nie wybudził się z anabiozy albo po wybudzeniu miał o wiele gorsze warunki

Lymnaea peregra v. ampla Hartm – ma muszlę prawie kolistą. Skrętka ostro zakończona, ledwie zauważalna wobec ogromu ostatniego skrętu. Jego górny brzeg często osiąga poziom, a nawet przewyższa szczyt skrętki. Skrętów 3 lub 3 i pół. Skorupka jasna, często prążkowana (w strukturze grubsze (ciemniejsze) żebra wzmacniające).